# 枚貴
枚貴（越南语：／；1822年—1877年），原名枚世貴（越南语：／），越南阮朝官員。

## 生平
枚貴是河靜省德壽府干祿縣芙蒥總芙蒥上社（今屬河靜省干祿縣芙蒥社芙蒥村）人，明命三年（1822年）出生。紹治六年（1846年），枚貴參加乂安場鄉試，考中解元。隨後枚貴出首，稱祖父枚世錠曾干涉謀逆案，父親枚世準冒充後黎朝校生，考取秀才，他在報名時也照此冒開名籍。阮廷初擬剝奪二人科舉出身，並處死刑。紹治帝加恩，改判枚世準為流刑，準以年邁免流，枚貴為杖徙。枚貴後來上疏乞求恩准參加科舉，並於嗣德五年（1852年）參加乂安場鄉試，考中舉人。次年（1853年），考中進士。
枚貴初授翰林院檢討，後補臨洮知府，因剿匪有功，權護廣安巡撫。嗣德二十一年（1868年），改任海陽海防協理，兼管柔能關。當時北圻兵亂，枚貴遂改任諒平軍次贊襄，後改任宣光軍次贊理，在雄谷作戰失利，降為贊襄。不久又憑軍功，升授兵部左侍郎，充宣光剿撫使。
嗣德二十三年（1870年）八月，枚貴住劄安邊屯，遭到黃崇英率兵圍攻，枚貴兵敗受傷，轉往雲南醫治。阮廷追究兵敗之責，將他奪職留用。同年冬，黃佐炎保舉枚貴為宣光布政使，繼續在宣光上游地區（今河楊省）督戰，連破黃旗軍。嗣德二十七年（1874年），黃崇英被擒，枚貴憑藉平定黃旗軍的功勞，擢升宣光巡撫。因黃旗軍佔領宣光上游多年，當地飽受戰亂，民眾離散，枚貴就任巡撫後，在當地收攏離散民眾，蠲免賦稅，注意休養生息。
嗣德三十年（1877年）四月，枚貴在任上去世，享年五十六歲。